# بوروطة (بويا عمر)
بوروطة هي إحدى مشيخات المملكة المغربية، تتبع جغرافيا لإقليم قلعة السراغنة وإداريًا لبويا عمر. يقدر عدد سكانها بـ 12924 نسمة حسب الإحصاء الرسمي للسكان والسكنى لسنة 2004.